# Rosalba Bernini
Rosalba Adelaide Clorinda Bernini (Parma, 1763 – Milano, dopo il 1812) è stata una pittrice italiana nota soprattutto per i suoi acquerelli botanici e faunistici, considerata la prima donna ad aver usato questa tecnica.

## Biografia
Nata a Parma, era figlia di Clemente Bernini (pittore romano che si è dedicato alla pittura di fiori ed animali e insegnante di disegno della Real Piaggeria) e di sua moglie Giuditta Olgiati Ha lavorato nella sua città natale per qualche tempo, producendo acquerelli botanici e aggiungendo due volumi alla Ornitologia dell'Europa meridionale pubblicata da suo padre, che oggi si trova nella Biblioteca Palatina. È stata anche nominata membro onorario dell'Accademia Clementina. Nel 1781 sposò un signor Corci e si trasferì a Milano, dove è nota per essere ancora attiva nel 1812. 
Come pastellista Bernini produsse principalmente ritratti. Si parla di una certa somiglianza tra alcune delle sue prime opere e quelle di Johann Zoffany, attivo a Parma durante la prima parte della sua carriera. Nel suo Saggio sulla litografia Antonio Calabi la segnala come la prima donna ad aver usato questa tecnica.
È morta a Milano.